# Берегово
Берегово (укр. Берегове, слч. Berehovo) град је Украјини у Закарпатској области. Према процени из 2012. у граду је живело 24.505 становника. Град је познат по веома писаној историји, био је део Мађарске, Аустро-угарске, Чехословачке, Румуније, Украјине и Совјетског Савеза.

## Историја
Град Ламперхаза (мађарско име) био је основан принцем Ламбретом. 1240-1241. град је разрушен од стране Татара. За поновно насељење мађарски краљ Бела IV позвао је немачку популације из Саксоније да се населе, због придошлих Саса, град се именовао Лампертсас. Саси су у Берегову имали и трговачке привилегије. 1271. град је постао центар береговске покрајине. 1342. Берегово добија назив краљевског, слободног града са својим привилегијама. 1504. добија по први пут свој нови назив Берегсас. 1566. године поновно је рушен од стране Татара, да би га 17. јуна 1657. спалила пољска војска, и 1686. паљен је још од аустријске војске (Хабзбурзи). 22. маја 1703. на главном тргу Томаш Езе објавио је устанак против Хабзбурга. После гушења устанка (1703—1711) Береговсас и 200 околних села припало је аустријском феудалцу грофу Карлу Шенборну.
За картко време после Првог светског рата (1919) град су заузели Румуни. По тријанонском споразуму 1920. град постане део Чехословачке и налази се у саставу аутономне Поткарпатске Русије. Пред Други светски рат Чехословачку разделе минхенским споразумом Мађари и немачки Трећи рајх, тако за време 1938. до 1944. постане део Хортијеве Мађарске. Град је ослобођен совјетском Црвеном армијом 26. октобра 1944. године. Након рата цела Закарпатска област постаје 1945. део Совјетског Савеза. Распадом Совјетског Савеза 1991. град постаје део Украјине.
Име насеља
Град се до 1504. звао Лампертсас и до 1946. Берегсас. Касније се преименовао у Берегово. Референдумом 2010. (већином) подржан од мађарских грађана враћен је стари назив Берегсас.

## Географија
Град лежи у великој панонској низији са мањим хрибовима у околини, користе са винограде. Пар дестина километра изнад Берегова починје горски масив Карпати, док је Берегово на надморској висини 108 m. Преко града иде речни канал Верке. Због загађења воде Верке не снабдева град са питком водом.
Недалеко од града Боржава (река) се слика у реку Тису.
Од пољопривреде највише се добија грожђе, житарице, кромпир, сунцокрет, кукуруз, воће.

## Клима
Берегово има морску климу (Кепенова класификација климата: Cfb).
| Клима Берегова             | Клима Берегова | Клима Берегова | Клима Берегова | Клима Берегова | Клима Берегова | Клима Берегова | Клима Берегова | Клима Берегова | Клима Берегова | Клима Берегова | Клима Берегова | Клима Берегова | Клима Берегова |
| Показатељ \ Месец          | .Јан.          | .Феб.          | .Мар.          | .Апр.          | .Мај.          | .Јун.          | .Јул.          | .Авг.          | .Сеп.          | .Окт.          | .Нов.          | .Дец.          | .Год.          |
| -------------------------- | -------------- | -------------- | -------------- | -------------- | -------------- | -------------- | -------------- | -------------- | -------------- | -------------- | -------------- | -------------- | -------------- |
| Просек, °C (°F)            | −2,4 (27,7)    | −0,2 (31,6)    | 4,7 (40,5)     | 10,7 (51,3)    | 15,6 (60,1)    | 18,5 (65,3)    | 20,1 (68,2)    | 19,7 (67,5)    | 15,8 (60,4)    | 10,4 (50,7)    | 4,9 (40,8)     | 0,3 (32,5)     | 9,8 (49,6)     |
| Количина падавина, mm (in) | 45 (1,77)      | 38 (1,5)       | 39 (1,54)      | 46 (1,81)      | 69 (2,72)      | 86 (3,39)      | 74 (2,91)      | 68 (2,68)      | 48 (1,89)      | 44 (1,73)      | 51 (2,01)      | 58 (2,28)      | 666 (26,23)    |
| Извор: Climate-Data.org    |                |                |                |                |                |                |                |                |                |                |                |                |                |

## Саобраћај
Град је повезан железницом и путем. Налази се 65 km од Ужгорода са железницом или 72 km путем.

## Становништво
Године 1910, било је 12933 грађама. 12432 било је Мађара (96,1%), 221 Украјинаца (бројани и Русини) и 140 Немаца. Берегово је имало и пуно Јевреја (око 8000), након Другог светског рата вратила су се само четворо.
Према процени, у граду је 2012. живело 24.505 становника.
| 1979.  | 1989.  | 2001.  | 2012.  |
| ------ | ------ | ------ | ------ |
| 29.013 | 30.157 | 26.735 | 24.505 |

## Градови побратими
- Пшеворск, Пољска
- Наћвола, Румунија
- Геделе, Мађарска

## Познати грађани
- рабин Уго Грин (1930–1996)
- родитељи Милтона Фридмана; Сара Етељ (рођена Ландау) и Ењо Сол Фридман су родом из Берегова
- Линер Берталон (1877—1969) — доктор
- Шарлота Федак (1879—1955) — оперни певач
- Цејпер Нандор (1850—1928) — виноградар
- Нина Романовна Лобова (1957) — совјетска одбојкађица, олимпијски шампион
- Јосиф Гагарин (1921—2009) — сликар
- Ана Хорват (1924—2005) — вајар
- Ребек Ђулијус (1944) — амерички хемичар
- Василиј Муска (1951) — сликар, вајар, архитект
- Атила Виднјански (1964) — украјинско-мађарски режисер
- Бела Илеш (22.03.1895—5.01.1974) — мађарски писац
- Лајош Кошут (1802—1894) — становао у Берегову; мађарски правник, политичар
- Иштван Гелеј Катона (1589—1649) — калвински епископ за Трансилванију, директор береговске школе, автор прво мађарске граматике
- Фодор Нандор (1895—1964) — психолог, психоаналитик, журналист
- Аранка Сигал (1930) — америчка писатељица, истраживач Холокауста
- Јуриј Георгијевич Почепцов - специалист у комуникацијама, писац, журналист

## Галерија
- Разгледница иу 1900.
- бивша синагога
- Дом културе (бивша синагога)
- активна синагога
- Двојезична табла